# Chodschali-Denkmal in Berlin

Chodschali-Denkmal

Chodschali (aserb. Xocalı) ist ein Denkmal für die Opfer des Massakers von Chodschali. Es steht im Berliner Ortsteil Zehlendorf im Lesegarten der Gottfried-Benn-Bibliothek. Die Gestalter des Denkmals sind die aserbaidschanischen Künstler Akif Əsgərov, Əli İbadullayev, İbrahim Əhrari und Səlhab Məmmədov.
Die Skulptur wurde am 30. Mai 2011 enthüllt. Bezirksstadträtin Cerstin-Ullrike Richter-Kotowski sprach ein Grußwort und ehrte die Künstler. Geladen waren der Botschafter der Republik Aserbaidschan, Pərviz Şahbazov, und der stellvertretende Minister für Kultur der Republik Aserbaidschan, Ədalət Vəliyev. Vom Bezirk Steglitz-Zehlendorf waren Bezirksbürgermeister Norbert Kopp, Bezirksstadtrat Uwe Stäglin und zahlreiche Bezirksverordnete anwesend.
Die Bronze steht für Hoffnung auf eine friedliche Zukunft der Völker.